# 랜드로바
랜드로바(Landrover)는 금강제화의 자회사로    1973년 3월 설립됐던 대양에서 론칭된 대한민국의 캐주얼 전문 브랜드였으나 대양이 1998년 금강제화에 합병되어 현재는 금강제화에서 만들고 있다.
랜드로바의 베이직 컬러는 젊은층에서 폭발적인 인기를 끌었으며 `랜드로바 컬러`라는 유행어가 나올 정도였다.

## 신발
- 코르크 샌들
- 랜드로바 몬타나 (남성화)
- 랜드로바 아티잔 (여성화)
- 랜드로바 포스트맨